# 鮎川盛長
鮎川盛長（生年不詳—卒年不詳）是日本戰國時代至安土桃山時代的武將。上杉氏家臣。大葉澤城城主。
鮎川氏是越後國北部的國人揚北眾之一，領有越後岩船郡。

## 生平
生年不詳，家中長男。多次在同族的本庄氏數度與上杉氏對立時（本庄繁長之亂等），投向上杉方，與本庄氏戰鬥。
天正6年（1578年），在御館之亂中，因為本庄繁長投向上杉景勝側，於是加入上杉景虎側。在景虎戰敗後，仕於景勝。此後，在對御館之亂的論功行賞不滿的新發田重家發動叛亂時，因為保持中立，最終沒落。

## 子孫
沒有兒子，於是迎越中國的神官二宮長恒的兒子秀定為養子。秀定仕於加賀國的前田氏，而秀定的繼承人信重（本庄長房的兒子）在寬永16年（1639年）仕於上杉定勝，最終復歸為上杉氏家臣。

## 外部連結
- 武家家伝＿鮎川氏 （页面存档备份，存于）